# Suburbikální diecéze Sabina-Poggio Mirteto
Diecéze albanská (latinsky Dioecesis Albanensis) je římskokatolická suburbikální diecéze v Itálii, která je součástí Církevní oblasti Lazio. Katedrálou je kostel Nanebevzetí Panny Marie v Poggio Mirteto, konkatedrálou kostel sv. Liberátora v Magliano Sabina. Tradičně byla sídlem jednoho z kardinálů-biskupů; dnes je jeho titulární diecézí a má svého sídelního biskupa. Jejím sídlením biskupem je Ernesto Mandara a titulárním kardinálem Giovanni Battista Re.